# RAN Women’s Sevens 2022 (listopad)
Rugby Americas North Women’s Sevens 2022 – siedemnaste mistrzostwa strefy RAN w rugby 7 kobiet, oficjalne międzynarodowe zawody rugby 7 o randze mistrzostw kontynentu organizowane przez Rugby Americas North mające na celu wyłonienie najlepszej żeńskiej reprezentacji narodowej w tej dyscyplinie sportu w strefie RAN, które odbyły się wraz z turniejem męskim w mieście Meksyk w dniach 12–13 listopada 2022 roku. Areną zmagań był Centro Deportivo Alfredo Harp Helú. Turniej służył również jako kwalifikacja do innych zawodów.
Do finału awansowały Meksyk i Jamajka – kwalifikując się tym samym na igrzyska panamerykańskie – a w nim lepsze okazały się Meksykanki, które tym samym zyskały prawo gry w kwalifikacjach do WSS (2023/2024). Wszyscy medaliści uzyskali też awans do turnieju rugby 7 na Igrzyskach Ameryki Środkowej i Karaibów 2023.

## Informacje ogólne
Pierwotnie Federación Mexicana de Rugby otrzymała prawa do organizacji kontynentalnego turnieju pod koniec sierpnia 2021 roku, a zaplanowany był on na luty roku 2022. Wskutek pandemii COVID-19 i rozprzestrzeniającego się wariantu Omikron został on przełożony w połowie stycznia 2022 roku, zaś na początku września potwierdzono jego rozegranie w listopadzie w Centro Deportivo Alfredo Harp Helú wraz z zawodami męskimi i juniorskimi.
Uczestniczące zespoły oraz format zawodów ogłoszono pod koniec października 2022 roku, zaś harmonogram spotkań dwa tygodnie później. W mistrzostwach wzięło udział sześć zespołów, które w ciągu dwóch meczowych dni rywalizowały systemem kołowym w ramach jednej grupy, następnie czołowa dwójka zmierzyła się w finale, dwie kolejne walczyły o brąz, pozostałe dwie zaś o miejsce piąte. Prócz medali stawką tych zawodów były też miejsca w CACSO 2023, IP 2023 i World Rugby Women’s Sevens Challenger Series 2023 odpowiednio dla trzech, dwóch i jednej drużyny.

## Faza grupowa
| 12 listopada 202210:50 | Meksyk | 31:5 | Saint Lucia | Centro Deportivo Alfredo Harp Helú, Meksyk |
| 12 listopada 202210:50 |        | 31:5 |             | Centro Deportivo Alfredo Harp Helú, Meksyk |

| 12 listopada 202211:12 | Trynidad i Tobago | 39:0 | Bermudy | Centro Deportivo Alfredo Harp Helú, Meksyk |
| 12 listopada 202211:12 |                   | 39:0 |         | Centro Deportivo Alfredo Harp Helú, Meksyk |

| 12 listopada 202211:34 | Jamajka | 24:5 | Dominikana | Centro Deportivo Alfredo Harp Helú, Meksyk |
| 12 listopada 202211:34 |         | 24:5 |            | Centro Deportivo Alfredo Harp Helú, Meksyk |

| 12 listopada 202213:46 | Saint Lucia | 10:14 | Trynidad i Tobago | Centro Deportivo Alfredo Harp Helú, Meksyk |
| 12 listopada 202213:46 |             | 10:14 |                   | Centro Deportivo Alfredo Harp Helú, Meksyk |

| 12 listopada 202214:08 | Meksyk | 21:12 | Jamajka | Centro Deportivo Alfredo Harp Helú, Meksyk |
| 12 listopada 202214:08 |        | 21:12 |         | Centro Deportivo Alfredo Harp Helú, Meksyk |

| 12 listopada 202214:30 | Bermudy | 0:34 | Dominikana | Centro Deportivo Alfredo Harp Helú, Meksyk |
| 12 listopada 202214:30 |         | 0:34 |            | Centro Deportivo Alfredo Harp Helú, Meksyk |

| 12 listopada 202216:12 | Meksyk | 19:0 | Trynidad i Tobago | Centro Deportivo Alfredo Harp Helú, Meksyk |
| 12 listopada 202216:12 |        | 19:0 |                   | Centro Deportivo Alfredo Harp Helú, Meksyk |

| 12 listopada 202216:34 | Bermudy | 0:49 | Jamajka | Centro Deportivo Alfredo Harp Helú, Meksyk |
| 12 listopada 202216:34 |         | 0:49 |         | Centro Deportivo Alfredo Harp Helú, Meksyk |

| 12 listopada 202216:56 | Dominikana | 5:12 | Saint Lucia | Centro Deportivo Alfredo Harp Helú, Meksyk |
| 12 listopada 202216:56 |            | 5:12 |             | Centro Deportivo Alfredo Harp Helú, Meksyk |

| 13 listopada 202209:30 | Bermudy | 5:29 | Saint Lucia | Centro Deportivo Alfredo Harp Helú, Meksyk |
| 13 listopada 202209:30 |         | 5:29 |             | Centro Deportivo Alfredo Harp Helú, Meksyk |

| 13 listopada 202209:52 | Trynidad i Tobago | 5:14 | Jamajka | Centro Deportivo Alfredo Harp Helú, Meksyk |
| 13 listopada 202209:52 |                   | 5:14 |         | Centro Deportivo Alfredo Harp Helú, Meksyk |

| 13 listopada 202210:14 | Meksyk | 41:0 | Dominikana | Centro Deportivo Alfredo Harp Helú, Meksyk |
| 13 listopada 202210:14 |        | 41:0 |            | Centro Deportivo Alfredo Harp Helú, Meksyk |

| 13 listopada 202212:00 | Saint Lucia | 17:19 | Jamajka | Centro Deportivo Alfredo Harp Helú, Meksyk |
| 13 listopada 202212:00 |             | 17:19 |         | Centro Deportivo Alfredo Harp Helú, Meksyk |

| 13 listopada 202212:22 | Trynidad i Tobago | 27:0 | Dominikana | Centro Deportivo Alfredo Harp Helú, Meksyk |
| 13 listopada 202212:22 |                   | 27:0 |            | Centro Deportivo Alfredo Harp Helú, Meksyk |

| 13 listopada 202212:44 | Meksyk | 52:0 | Bermudy | Centro Deportivo Alfredo Harp Helú, Meksyk |
| 13 listopada 202212:44 |        | 52:0 |         | Centro Deportivo Alfredo Harp Helú, Meksyk |

## Faza pucharowa

### Mecz o miejsca 1–2
| 13 listopada 202216:20 | Meksyk | 33:12 | Jamajka | Centro Deportivo Alfredo Harp Helú, Meksyk |
| 13 listopada 202216:20 |        | 33:12 |         | Centro Deportivo Alfredo Harp Helú, Meksyk |

### Mecz o miejsca 3–4
| 13 listopada 202214:52 | Trynidad i Tobago | 20:0 | Saint Lucia | Centro Deportivo Alfredo Harp Helú, Meksyk |
| 13 listopada 202214:52 |                   | 20:0 |             | Centro Deportivo Alfredo Harp Helú, Meksyk |

### Mecz o miejsca 5–6
| 13 listopada 202214:30 | Dominikana | 24:10 | Bermudy | Centro Deportivo Alfredo Harp Helú, Meksyk |
| 13 listopada 202214:30 |            | 24:10 |         | Centro Deportivo Alfredo Harp Helú, Meksyk |

## Klasyfikacja końcowa
| Miejsce | Reprezentacja     | Uwagi                                                                       |
| ------- | ----------------- | --------------------------------------------------------------------------- |
| 1       | Meksyk            | awans do: IP 2023, CACSO 2023, turnieju kwalifikacyjnego do WSS (2023/2024) |
| 2       | Jamajka           | awans na: IP 2023, CACSO 2023                                               |
| 3       | Trynidad i Tobago | awans na: CACSO 2023                                                        |
| 4       | Saint Lucia       | -                                                                           |
| 5       | Dominikana        | -                                                                           |
| 6       | Bermudy           | -                                                                           |